# 布伊瓦洛韋
51°29′34″N 33°24′48″E / 51.49278°N 33.41333°E
布伊瓦洛韋（烏克蘭語：Буйвалове）是位於烏克蘭東北部的村莊，由蘇梅州科諾托普區的克羅萊韋茨市鎮負責管轄。該村距離克羅列韋茨4公里，海拔高度199米，2001年人口464。